# Diego Maldonado Nieto
Diego Maldonado o bien Diego de Maldonado Nieto "el Rico" (Dueñas, Corona de Castilla, ca. 1504 - Ica, Perú, 1570) era un conquistador y encomendero español que fuera designado como alcalde de segundo voto de 1535 a 1536 y corregidor del Cuzco de 1562 a 1563, en el Virreinato del Perú.

## Biografía

### Origen familiar y primeros años
Hijo de Francisco Maldonado y Catalina Nieto. A través de su padre estaba vinculado a los Maldonado de Salamanca. Recibió una buena educación, y su identificación a un linaje ilustre, le distinguieron en la conquista del Perú bajo su condición de hidalgo. Se desconoce la fecha del paso a las Indias, pero se encontraba allí alrededor de 1525.

### Conquistador del Perú
Se unió a la expedición de Francisco Pizarro en Panamá y estuvo como hombre de a caballo, entre los que capturaron al inca Atahualpa en Cajamarca (1532). Por su acción, recibió 1 3/4 partes de oro y 2 partes de plata, en el reparto del rescate del Inca. Formó parte del primer cabildo de Jauja en 1534, pero casi de inmediato cambió su vecindad al Cuzco, siendo nombrado por el gobernador segundo alcalde de dicha ciudad (1535).
Hacia 1543 era beneficiario de las encomiendas de Alca, Parcos, Patati, Chuquicocha, Puraichita, Picoy y Quispe, además del repartimiento de los Andahuaylas, entre las mejores de todo el Perú. Con esta base llevó a cabo una sólida y sistemática actividad para incrementar su riqueza. Ya hacia 1541, tenía una gran dotación de mayordomos y recolectores de tributo trabajando en la encomienda. Llegó a tener miles de llamas, al igual que crecientes rebaños de ganado vacuno, extensas tierras, chacras y propiedades urbanas. Se convirtió en uno de los principales abastecedores de las minas de Potosí.
Lugarteniente de Gonzalo Pizarro en el Cuzco, cuando estalló la rebelión en 1544, se cambió no sin pasar buenos sustos a las filas de La Gasca en 1547.

## Matrimonio y descendencia
Maldonado se casó con la española Francisca de Guzmán, pero nunca tuvo herederos legítimos, por lo que legitimó a sus dos hijos habidos en una noble inca. Su hija mayor, Beatriz Maldonado, se casó con una dote gigantesca con Martín de Guzmán, natural de Salamanca. Su hijo y heredero, Juan Arias Maldonado, participó en los levantamientos del los mestizos en la década de 1560 y fue una figura de primer orden en el Cuzco colonial.